# MD Helicopters MD 600

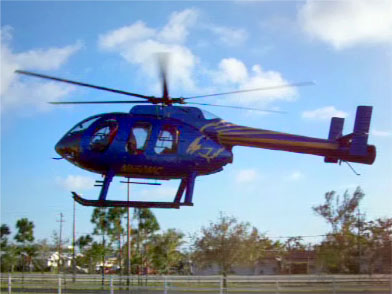
MD 600N della Helicopters of America equipaggiato con il NOTAR.

L'MD Helicopters MD 600N è un elicottero leggero monomotore a turbina, ad otto posti e con rotore a sei pale, prodotto dall'azienda statunitense McDonnell Douglas Helicopter Systems, poi MD Helicopters dal 1999 e sviluppato dal cinque posti MD 520N.

## Storia

### Sviluppo
La McDonnell Douglas Helicopter Systems (MD Helicopters dal 1999) annunciò per la prima volta a fine 1994 di voler commercializzare un nuovo modello sviluppato dall'MD 520N ma dalle maggiori dimensioni e capacità al quale venne data la designazione provvisoria MD 630N. Il prototipo, un MD 530F modificato, effettuò il primo volo il 22 novembre 1994 dopodiché l'azienda ne deliberò l'inizio della produzione in serie nel marzo 1995.
La struttura è semi-monoscocca in alluminio con trave di coda ed impennaggi in materiale composito. I pattini di atterraggio sono realizzati in struttura tubolare e dotati di ammortizzatori idraulici.
Le principali differenze inserite nella struttura dell'MD 520N da cui deriva dallo staff di progettazione e sviluppo sono principalmente l'allungamento della cabina e l'adozione di un sistema NOTAR nella trave di coda in luogo del tradizionale rotore di coda. Le dimensioni maggiorate della cabina consentirono l'inserimento di una nuova fila di sedili tra le due originarie. Inoltre venne adottato un nuovo rotore a sei pale, in luogo del cinque pale del modello da cui deriva, messo in rotazione da un turboalbero prodotto dalla statunitense Allison Engine Company. Il Model 250, successivamente riproposto con il marchio Rolls-Royce è situato nella parte posteriore della struttura centrale, in posizione obliqua.
Il prototipo che venne modificato in un MD 600N standard con un motore e trave di coda di serie, volò nel novembre 1995, seguito un mese più tardi dal primo esemplare di preserie. Dopo la certificazione concessa il 15 maggio 1997, il giugno successivo ne venne definitivamente avviata la produzione di serie.
A seguito della fusione, nel 1997, tra McDonnell Douglas e Boeing, quest'ultima ha venduto le precedenti linee di produzione di elicotteri civili MD alla filiale olandese RDM Holdings nei primi mesi del 1999.

## Utilizzatori

### Governativi
Costa Rica
- Servicio de Vigilancia Aérea - Fuerza Pública

2 MD-600 consegnati e tutti in servizio al febbraio 2019.
 Stati Uniti
- United States Border Patrol
- Indianapolis Metropolitan Police Department

 Turchia
- Polizia nazionale turca

## Elicotteri comparabili
Stati Uniti
- Bell 407

 Unione europea
- Eurocopter AS 350
- Eurocopter EC 130
- AgustaWestland AW119